# 페르디낭 포슈
페르디낭 포슈(Ferdinand Foch [fɔʃ][*], 1851년 10월 1일 ~ 1929년 3월 20일)는 프랑스의 군인, 군사이론가이며 제1차 세계대전 당시 연합군 대원수이다.
1차대전이 터진 1914년 8월, 프랑스군은 독일로 진공했다가 패하고 후퇴했다(로렌 전투). 이때 포슈의 제20군단은 반격하는 독일군은 낭시에 묶어두면서 독일군의 대전략 자체를 처음부터 뒤틀리게 만들었다. 파리 방어를 위해 서쪽으로 불려간 포슈는 제1차 마른 전투에서 프랑스 제9군을 지휘, 승리하여 일약 영웅으로 떠오른다. 그 뒤 재차 승진하여 북부군집단을 지휘, 영국군과 협조하여 제1차 이프르 전투와 솜 전투를 치렀다. 1916년 말, 공세의 실패 또는 정치적 견제에 의해 포슈는 사령관에서 경질되었다.
1917년 참모총장으로 복귀한 포슈는 1918년 봄 "연합군 총사령관(대원수)"로 임명된다. 포슈는 제2차 마른 전투를 통해 독일군의 춘계 공세를 막아내 파리를 지켰으며, 이 공으로 프랑스 원수의 자리에 오른다. 1918년의 1차대전 서유럽 육상전에서의 연합군의 승리는 사실상 포슈 혼자서 이루어낸 성과이다.
1918년 11월 11일, 포슈는 독일의 휴전 제안을 받아들였다. 포슈는 독일이 프랑스를 다시는 위협하지 못하게 만들려고 휴전협정에 개입했다. 베르사유 조약이 1919년 6월 28일 조인되자 포슈는 프랑스가 라인란트를 합병할 수 없다는 결과에 분노하여 “이것은 평화가 아니라 20년간의 휴전일 뿐이다”라고 불평했다. 결과적으로 이 말은 사실이 되었는데, 제2차 세계 대전은 그로부터 20년 하고 64일 뒤에 발발했다.

## 역대 선거 결과
| 선거명      | 직책명 | 대수 | 정당   | 득표율 | 득표수 | 결과 | 당락 |
| ----------- | ------ | ---- | ------ | ------ | ------ | ---- | ---- |
| 1920년 선거 | 대통령 | 11대 | 무소속 | 0.81%  | 7표    | 5위  | 낙선 |

## 같이 보기
- 장 드 라트르 드 타시니